# Agènor (fill de Fegeu)
Agènor (en grec antic: Ἀγήνωρ 'Agénōr') va ser, segons la mitologia grega, fill de Fegeu, rei de Fegea, a l'Arcàdia.
Pausànias, diu que els noms dels tres fills de Fegeu eren Alfesibea, Tèmen i Arsínoe, però Apol·lodor diu que noms dels fills (sempre tres) eren Arsinoe, Prònous i Agènor. Se'ls coneixia amb noms diferents, però les vides dels tres fills eren similars i el mite i la mort dels dos germans és molt semblant en les versions transmeses.
Fegeu va ordenar als seus dos fills, Agènor i Prònous que posessin un parany al seu cunyat Alcmeó per matar-lo i així ho van fer. Cal·lírroe, la nova esposa d'Alcmeó, va exigir venjança i va enviar els seus dos fills, Acarnà i Amfòter perquè prenguessin venjança i els van esperar de camí a Delfos. Quan van trobat a Prònous i Agènor els van matar.
Segons Pausànias, els fills de Fegeu van regnar sobre Fegea durant la guerra de Troia.